# برنامج التعليم المنفرد
في الولايات المتحدة الأمريكية، يُشار إلى برنامج التعليم المنفرد بشكل عام بالأحرف الإنجليزية (IEP)، الذي ينطلق تحت مظلة قانون تعليم الأفراد ذوي الإعاقة (IDEA). وهناك في كل من كندا والمملكة المتحدة وثيقة على نفس ميثاق هذا القانون تسمى بخطة التعليم المنفرد.
يقوم برنامج التعليم المنفرد بتحديد أهداف الأطفال ذوي الإعاقة، وذلك وفقًا لما حددته وسنته الأنظمة الفيدرالية. ويهدف برنامج التعليم المنفرد إلى مساعدة الأطفال ذوي الإعاقة في الوصول إلى الأهداف التعليمية بسهولة أكثر من نظيرتها. وينبغي أن يكون هذا البرنامج ملائمًا ومناسبًا لاحتياجات الطلبة ذوي الإعاقة وذلك وفقًا لما تم تحديده من قبل عملية التقييم التابعة لبرنامج التعليم المنفرد، وينبغي أن يقدم هذا البرنامج مساعدة خاصة للمعلمين ومقدمي الخدمات ذوي الصلة بهؤلاء الأفراد المعاقين (مثل المساعدين المهنيين) وهذه المساعدة تعمل على مساعدة هؤلاء في فهم حالة الإعاقة للطلبة ومدى تأثير هذه الإعاقة على عملية التعلم.
ويجب أن يصف برنامج التعليم المنفرد كيفية تعليم الطلبة ذوي الإعاقة، وكذلك وصف كيفية إمكانية جعل الطالب يبدو أفضل من خلال هذا التعلم بجانب أن هذا البرنامج يقوم بتحديد ما ينبغي على المعلمين ومقدمي الخدمات للطلبة أن يفعلوه لمساعدة الطالب في التعلم بشكل أكثر تأثرًا بالعملية التعليمية. وتشمل الاعتبارات الأساسية في عملية تطوير برنامج التعليم المنفرد عملية تقييم الطلبة في جميع المجالات التي لها صلة بحالة الإعاقة، أخذًا في الاعتبار القدرة على الدخول في المناهج التعليمية العامة، وكذلك الوضع في الاعتبار كيفية تأثير الإعاقة في عملية التعلم لدى الطلبة ذوي الإعاقة، كما تشمل هذه الاعتبارات الأساسية في عملية التطوير، تطوير الأهداف والغايات التي تتوافق مع احتياجات الطلبة، كما تشمل هذه الاعتبارات في نهاية الأمر عملية اختيار المكان والموضع في البيئة الأقل تقييدًا المحتملة لهؤلاء الطلبة.
وطالما أن الطالب ذا الإعاقة يتم تأهيله للتعليم الخاص، فإنه ينبغي أن يتم الحفاظ على برنامج التعليم المنفرد بشكل منتظم وكذلك ينبغي تحديثه بشكل منتظم أيضًا وذلك على مستوى سنوات التعليم الأولى (الابتدائي). ( أي أنه ينبغي أن يستمر إلى التخرج من المرحلة الثانوية، أو قبل بلوغ الطالب سن الثانية والعشرين). وإذا دخل الطالب ذو الإعاقة مرحلة الجامعة بعد تخرجه من المرحلة الثانوية، فإن الجامعة تمتلك نظامًا وإجراءات تمكنها من التعامل مع هؤلاء الطلبة بالشكل المناسب. وأغلب الأماكن التي يشغلها طلبة الإعاقة تكون في "التعليم العام"، مثل \فصول الاتجاه السائد والفصول الخاصة أو التخصصات الفرعية التي يتم تعليمها من قبل أفراد تم تدريبهم بشكل خاص، مثل معلم التعليم الخاص وفي بعض الأحيان يكون هذا التدريب داخل غرفة المورد.
ويهدف برنامج التعليم المنفرد إلى ضمان وضع الطلبة ذوي الإعاقة في المكان المناسب لهم وتلقيهم التعليم المناسب لهم وليس فقط ضمان وضعهم في الفصول التعليمية الخاصة أو المدارس الخاصة. كما يهدف هذا البرنامج إلى إعطاء الطلبة ذوي الإعاقة فرصة المشاركة الطبيعية في ثقافة ودراسات المدرسة بقدر الإمكان كما هو حال الطلبة والأفراد الطبيعيين. وبهذه الطريقة، يمتلك الطلبة قدرة الحصول على المساعدة الخاصة فقط عندما تكون مثل هذه المساعدة ضرورية لهم بشكل كبير، ومن ناحية أخرى الحفاظ على حرية التفاعل والمشاركة في النشاطات المدرسية العامة مثلهم مثل بقية زملائهم الطبيعيين.

## الولايات المتحدة
في الولايات المتحدة، يتطلب قانون التعليم المنفرد مدارس عامة لتطوير برنامج التعليم المنفرد الذي يقوم بمساعدة كل طالب ذي إعاقة والذي ينبغي عليه تلبية متطلبات الحكومة الفيدرالية لكل ولاية من الولايات فيما يخص عملية التعليم الخاص. وينبغي أن يتم وضع وصياغة برنامج للتعليم المنفرد بشكل يقوم بتقديم وإعطاء هؤلاء الطلبة إمكانية التعليم العام المناسب المجاني (FAPE). ويشير برنامج التعليم المنفرد إلى كل من البرنامج التعليمي الذي يتم تقديمه للأطفال ذوي الإعاقة كما أنه يشير إلى الوثيقة المكتوبة التي تصف هذا البرنامج التعليمي.
ويتطلب قانون التعليم المنفرد لعام 2002 أن يكون برنامج التعليم المنفرد مصوغًا بشكل يتوافق مع احتياجات كل طالب من هؤلاء الطلبة ذوي الإعاقة وينبغي عليه أن يكون وفق الخطوط التوجيهية والإرشادية الموضوعة من خلال قانون التعليم المنفرد وكذلك اللوائح التنظيمية للولاية، التي ينبغي أن تشمل ما يلي:
- المستويات الحالية للطفل من ناحية الأداء التعليمي (الأكاديمي) والأداء العملي
- الأهداف السنوية القابلة للقياس، التي تشمل الأهداف العملية والأكاديمية
- كيفية جعل الطفل يتقدم تجاه تحقيق الأهداف السنوية القابلة للقياس وعمل تقرير بذلك وإرساله لوالدي الطفل
- الخدمات التعليمية الخاصة والخدمات ذات الصلة بهذا البرنامج وكذلك المساعدات التكميلية التي ينبغي تقديمها للطفل المعاق
- جدول الخدمات التي يتم تقديمها والذي يشمل متى تبدأ الخدمات، ومرات تكرارها، ومكان تقديم الخدمات ومدتها
- التعديلات والإمدادات التي تتم في البرنامج والتي يتم تقديمها إلى العاملين في المدرسة باسم الأطفال ذوي الإعاقة
- بيانات البيئة الأقل تقييدًا والتي تشمل حساب الوقت الذي يقضيه الطالب في الجلوس في التعليم العادي مقابل الوقت الذي يقضيه الطالب في الجلوس في التعليم الخاص بشكل يومي
- توضيح وتفسير أي وقت لا يقوم فيه الطالب المعاق بالمشاركة مع الأطفال غير المعاقين
- تقديم أماكن للإقامة أثناء تقييم الولايات والمقاطعات التي تعد أمرًا ضروريًا لقياس الأداء العملي والأكاديمي (التعليمي) للأطفال [بحاجة لمصدر]
- ينبغي على الطالب الحضور عندما يكون ذلك مناسبًا. وإذا كان الطالب يزيد عمره عن أربع عشرة سنة فإنه ينبغي أن تتم دعوته ليكون عضوًا من أعضاء فريق برنامج التعليم المنفرد.
- بالإضافة إلى ذلك، عندما يكون الطالب في عمر السادسة عشرة وفي مرحلة ما بعد أهداف المرحلة الثانوية، فإنه ينبغي أن تكون هناك خطة لتقديم ما يحتاجه الطالب لجعل هذا الانتقال ناجحًا.[2] ويمكن أن يتم وضع هذه الخطة الانتقالية في عمر مبكر إذا كانت هناك رغبة في ذلك ولكن ينبغي أن يتم بدؤها في عمر السادسة عشرة.

كما يشمل برنامج التعليم للأفراد ذوي الإعاقة معلومات أخرى ذات صلة بهذا البرنامج وُجد أنها ضرورية للفريق مثل الخطة الصحية أو خطة السلوك لبعض الطلبة.

## المتطلبات الإجرائية المطلوبة من أجل عملية التطوير
لقد أسفرت عملية التطوير لبرنامج تعليم الأفراد ذوي الإعاقة عن وثيقة رسمية تصف الخطة التعليمية التي تم وضعها لتلبي الاحتياجات الخاصة الفريدة لكل طفل ذي إعاقة خاصة.

### تحديد الأهلية والاستحقاق للتعليم الخاص
قبل أن يتم وضع وكتابة برنامج التعليم المفرد من أجل الأطفال ذوي الإعاقة، فإن المدرسة ينبغي عليها أن تحدد ما إذا كان الطفل مؤهلاً لتلقي خدمات التعليم الخاص أو غير مؤهل. ولإجراء عملية التأهيل، ينبغي معرفة ما إذا كانت إعاقة الطفل لها تأثير سلبي على التقدم في العملية التعليمية. كما أن مجرد وجود إعاقة لا يعد سببًا كافيًا للتأهيل للتعليم الخاص.
ولتحديد الأهلية والاستحقاق، ينبغي على المدرسة أن تقوم بإجراء تقييم كامل للطفل في جميع مجالات الإعاقة المشتبه بها. وبناءً على جزء من نتائج عملية التقييم، فإن المدرسة مع الوالدين يقومان بمراجعة النتائج ومراجعة مستوى الأداء الحالي للطفل، ومن خلال ذلك يتم تحديد ما إذا كان الطفل في حاجة إلى خدمات التعليم الخاصة أو لا.
إذا كان الطفل يستحق خدمات التعليم الخاص، فإنه يتعين على المدرسة في هذه الحالة أن تعقد اجتماعًا مع فريق برنامج التعليم المنفرد وتقوم بتطوير خطة تعليم مناسبة لهذا الطفل المستحق لهذه الخدمات الخاصة. وينبغي تنفيذ خطة فريق برنامج التعليم المنفرد في أقرب وقت ممكن بعد تحديد ومعرفة أن هذا الطفل يستحق خدمات التعليم الخاص. وذلك لأن قانون التعليم المنفرد لا يذكر بشكل صريح إطارًا زمنيًا لكل خطوة من الخطوات. وعلى الرغم من ذلك، فهناك بعض النصوص قد أضافت إطارات وحدودًا زمنية معينة ومحددة ينبغي على المدرسة أن تلتزم بها في حالة استحقاق الطفل، وأيضًا في حالة تطوير برنامج التعليم المنفرد وفي مراحل تنفيذ البرنامج.

### أعضاء فريق برنامج التعليم المنفرد
ينبغي أن يشمل فريق برنامج التعليم المنفرد الطالب ووالديه أو أولياء أمره، ومعلم التعليم الخاص/ ومدير الحالة، وأن يكون هناك على الأقل معلم من معلمي التعليم العادي وممثل أو مندوب عن المدرسة أو المقاطعة ينبغي أن يكون على دراية بالموارد المتاحة والممكنة للمدرسة، وكذلك الشخص الذي يستطيع تفسير الآثار التعليمية على نتائج تقييم الطفل (مثل الشخص المتخصص في علم النفس المدرسي).
ومن الممكن أيضًا أن يقوم الوالدان أو المدرسة بإحضار الأفراد ذوي المعرفة أو ذوي الخبرة الخاصة بحالة الطفل. على سبيل المثال، من الممكن أن تقوم المدرسة بدعوة مقدمي خدمات ذات صلة بحالة الطفل مثل أخصائي العلاج الوظيفي وأخصائي التخاطب. ومن الممكن أيضًا أن يقوم الوالدان بدعوة متخصصين ومهنيين قاموا بالعمل مع الأطفال أو قاموا بتقييم الأطفال أو بدعوة شخص ما لمساعدة الوالدين في الدفاع والمطالبة باحتياجات طفلهم، مثل محامي الوالدين أو المتحدث باسمهما. ويفضل العديد من الوالدين إحضار شخص واحد على الأقل لحضور اجتماعات ومقابلات فريق برنامج التعليم المنفرد وهذا بسبب أن حضور عدد كبير من العاملين بالمدرسة يمكن أن يسبب بعض الخوف أو الرهبة للوالدين.
وإذا اقتضى الأمر، فإنه من الممكن أن يشارك الطفل في الاجتماعات والمقابلات الخاصة بفريق برنامج التعليم المنفرد. على سبيل المثال، هناك بعض الطلبة بدؤوا في المشاركة في اجتماعات ولقاءات فريق البرنامج عندما وصلوا إلى متوسط سن المدرسة.
تشمل اجتماعات ولقاءات فريق برنامج التعليم المنفرد ما يلي:
- أحد الوالدين للطفل أو كلاهما. بما يتفق مع السياسة المنصوص عليها في قانون التعليم المنفرد، ينبغي على الوالدين أن يتوقعا أنه سوف تتم معاملتهما كمشاركين متساوين مع أفراد وأعضاء المدرسة في تطوير برنامج التعليم المنفرد.
- وينبغي أن يكون الممثل أو المندوب عن مقاطعة المدرسة (ليس معلم الأطفال) شخصًا مؤهلًا لتقديم أو الإشراف على التعليم الخاص.
- معلم أو معلمو الطفل. إذا كان الطفل لديه أكثر من معلم، فإنه ينبغي على كل المعلمين الحضور مع فريق البرنامج.
- وإذا كان البرنامج الموصى بالعمل به في المدرسة يشمل نشاطات مع طلبة التعليم العادي، حتى لو كان الطفل في صف التعليم الخاص في المدرسة، فإنه ينبغي على مدرس التعليم العادي الحضور مع الفريق.
- المهنيون والمتخصصون المؤهلون لذلك الأمر والذين لديهم القدرة على تفسير وشرح نتائج الاختبار. ويتطلب هذا الأمر عادة حضور متخصص في علم النفس التعليمي، على الأقل، وكذلك مقيّم تعليمي.
- ويمكن للوالدين إحضار أشخاص آخرين معهما من المعنيين بأمر الطفل ويشعرون بأهمية حضورهم مع فريق برنامج التعليم المنفرد لسماع الاجتماع، على سبيل المثال، الأخصائي النفسي أو معلم الطفل.
- يمكن للوالدين أن يختارا محاميًا تعليميًا أو من يتحدث باسمهم من الحقل التعليمي، وكذلك العاملون في المجال الاجتماعي أو أحد المحامين الذين لديهم معرفة بعملية برنامج التعليم المنفرد.
- على الرغم من أن الأمر ليس مشروطًا، ولكن في حالة تلقي الطفل خدمات وثيقة الصلة (مثل علاج التخاطب، أو العلاج بالموسيقى، أو العلاج الطبيعي، أو العلاج العملي، أو الوظيفي)، فإنه من الأفضل حضور الأشخاص الذين يقدمون تلك الخدمات أو على الأقل تقديم توصيات مكتوبة تتعلق بخدمات تخصصهم.
- يمكن أن يتطلب حضور مستشار التوجيه للطفل وذلك لمناقشة المقررات والمناهج الدراسية التي يتلقاها الطفل وذلك لارتباط مهنتهم بالعملية التعليمية.

## وصلات خارجية
- Model of a UK IEP Learning Trust, Hackney, UK
- IEP Writer Comparison of IEP writing tools available for teachers
- All About the IEP from the National Dissemination Center for Children with Disabilities
- IEP Experiences from parents, educators, attorneys, and advocates
- Individual Education Programme in New Zealand